# Ten'ō
Ten'ō (天応) foi uma era do Japão (年号,, nengō,, lit. "nome do ano") após Hōki e antes de Enryaku. Este período compreende os meses de janeiro de 781 a agosto de 782 d.C. O imperador da época foi o Kōnin-tennō (光仁天皇).

## Mudança de era
- 24 de outubro de 781 Ten'ō gannen (天応元年): O novo nome de era foi criado parar um evento ou uma série de eventos. A era anteiror terminou e a nova começou em  Hōki  12,  no 1º dia do 1º mês de 781.[3]

## Eventos da eraTen'ō
- 22 de dezembro de 781 (Ten'ō 1, 3º dia do 12º mês): No 11º ano do reinado do Imperador Konin (光仁天皇11年), ele abdicou e a sucessão (o senso) foi recebida por seu filho.[4] Logo após, o Imperador Kammu teria ascendido ao trono (sokui).[5]